# Basti
Basti è una suddivisione dell'India, classificata come municipal board, di 106.985 abitanti, capoluogo del distretto di Basti e della divisione di Basti, nello stato federato dell'Uttar Pradesh. In base al numero di abitanti la città rientra nella classe I (da 100.000 persone in su).

## Geografia fisica
La città è situata a 26° 48' 0 N e 82° 43' 0 E e ha un'altitudine di 77 m s.l.m..

## Società

### Evoluzione demografica
Al censimento del 2001 la popolazione di Basti assommava a 106.985 persone, delle quali 56.813 maschi e 50.172 femmine. I bambini di età inferiore o uguale ai sei anni assommavano a 14.231, dei quali 7.527 maschi e 6.704 femmine. Infine, coloro che erano in grado di saper almeno leggere e scrivere erano 73.386, dei quali 42.306 maschi e 31.080 femmine.